# Pleospora abscondita
Pleospora abscondita är en svampart som beskrevs av Sacc. & Roum. 1881. Pleospora abscondita ingår i släktet Pleospora och familjen Pleosporaceae.   Inga underarter finns listade i Catalogue of Life.